# 200 (Южный Парк)
«200» — пятый эпизод четырнадцатого сезона (№ 200) сериала «Южный парк», премьера которого состоялась 14 апреля 2010 года на канале Comedy Central в США. Является двухсотым эпизодом сериала, к чему и отсылает название эпизода.

## Сюжет
Во время экскурсии по заводу по производству шоколада, Стэн случайно оскорбляет Тома Круза, называя его «упаковщиком помадки», хотя он буквально упаковывал помадку на заводе. Круз и ещё порядка 200 знаменитостей, которые ранее высмеивались в «Южном Парке», подают иск в суд против городка. В этот момент, Картман приходит с «Дженнифер Лопес», которая нарисована у него на левой руке. Стэн возвращается на завод со своим отцом, чтобы извиниться и попросить Тома Круза отозвать иск. Актёр согласен сделать это, но только если жители города смогут удовлетворить просьбу Круза: встретиться с Мухаммедом. На городском собрании эта просьба вызывает массу возмущения. Горожане опасаются, что появление Мухаммеда заставит мусульманских радикалов взорвать город. Стэн и Кайл отправляются в штаб «Суперлучших Друзей», чтобы просить Мухаммеда приехать в Южный Парк. Между тем, выясняется, что Круз и другие знаменитости не хотят отсудить у городка деньги за оскорбления, а хотят получить от Мухаммеда его «жижу», которая сделает их неуязвимыми для насмешек. Картман удаляется с «Дженнифер Лопес» в комнату, в которой хранится форма упаковщика помадки, принадлежащая Тому Крузу. Эрик снимает парик с руки, и «Дженнифер Лопес» оказывается Митчем Коннором, который хочет украсть «жижу» Мухаммеда и продать её на чёрном рынке в Гонконге, получив за продажу больше денег, чем за иск.
Кайл и Стэн пытаются убедить «Суперлучших Друзей», чтобы Мухаммед приехал в город. Те соглашаются при условии, что Мухаммед будет находиться в фургоне, и его никто не будет видеть. Горожане собираются отдать Мухаммеда знаменитостям, но обмен был прерван взрывом бомбы, подложенной в машину рыжими. Рыжие сами хотят использовать «жижу» Мухаммеда, чтобы люди перестали над ними смеяться. Они угрожают взорвать город, если жители не передадут им Мухаммеда. Знаменитости возмущены этим событием, но отказываются прибегать к насилию, опасаясь испортить свою карьеру. Вместо этого знаменитости решили разбудить Меха-Стрейзанд, чтобы заставить жителей Южного Парка выполнить их требования.
Между тем, решив, что план провалился, Картман уходит из особняка Тома Круза. Эрик узнаёт от Коннора, что его мать никогда не была гермафродитом, и что у Картмана есть отец. Картман идёт к Мистеру Гаррисону и просит рассказать правду о том, кто его настоящий отец. Гаррисон признаётся, что результаты были подменены, и что биологический отец Картмана находился в той комнате, где Мефесто собрал всех кандидатов в эпизоде «Мамаша Картмана по-прежнему грязная шлюха».

## Отсылки к предыдущим эпизодам
- Том Круз и его нелепые обиды — эпизод «Застрявший в чулане»
- В сцене возмущения Тома Круза из-за того что Мухаммеда отдают рыжим, присутствует Спилберг, у колен которого сидит Индиана Джонс
- Дженифер Лопес / Мич Коннор — эпизод «Толстая задница и тупая башка»
- Суперлучшие друзья — эпизод «Суперлучшие друзья»
- Изображения Мухаммеда — эпизоды «Мультипликационные войны, часть I» и «часть II»
- Рыжие дети — эпизод «Рыжие дети»
- Меха-Стрейзанд — эпизод «Меха-Стрейзанд»
- Личность отца Эрика Картмана — эпизод «Мамаша Картмана по-прежнему грязная шлюха»
- Стэн упоминает, как его друзья вступили в секту «Блейнтологии», что является отсылкой к эпизоду «Суперлучшие друзья»
- В доме Круза рядом со Стивеном Спилбергом и Джорджом Лукасом можно заметить Джонни Кокрена из серии «Шефская помощь», несмотря на то, что тот умер 29 марта 2005 года.
- Там же, в доме Круза можно увидеть Вайнону Райдер и Брук Шилдс из полнометражного фильма «Южный Парк: Большой, Длинный и Необрезанный».
- Боб Сагет, который ранее появлялся в серии «Мамаша Картмана - грязная шлюха», так же появляется, как знаменитость, подающая в суд на Саут-Парк.
- Мистер Шляпа со времён эпизода «Концлагерь терпимости».
- Тина Йотерс, которую мы ранее видели в серии «Конъюнктивит» тоже подаёт в суд на город.

## Реакция

### Отзывы
Эпизод получил в основном положительные отзывы. Кен Такер (Ken Tucker) из Entertainment Weekly сказал, что был удивлён сложностью и количеством отсылок к ранним эпизодам Южного Парка, а также сюжетных линий представленных в эпизоде, особенно вопроса касательно отца Картмана. Такер оценил эпизод сказав, «С шутками выстреливающими пулемётной очередью, 200 эпизод не щадил никого, кроме самих главных героев Южного Парка». Рэмси Айлер (Ramsey Isler) из IGN сказал что было забавно увидеть все отсылки на предыдущие эпизоды Южного Парка, но отметил что эпизод не является выдающимся сам по себе. Айлер сообщил что новый материал не был очень уморительным, а заново переделанные моменты не были такими же смешными, какие они были во время их первого показа, что разочаровывает в связи с ажиотажем, сложившимся вокруг эпизода. Писатель из The A.V. Club Шон О’Нил (Sean O’Neal) отметил что эпизод был смешным, но новых шуток было намного меньше чем переделанных старых. О’Нил заявил что использование всех представленных ранее знаменитостей в качестве объектов для шуток, демонстрирует насколько Южный Парк был оригинален в ранних эпизодах, однако сейчас проект «обратился в нечто, издевающееся над известными личностями в новостях».
Дуглас Мюррей (англ. Douglas Murray) из The Daily Telegraph высказался об этом эпизоде «Не могу рекомендовать его всем», и в частности похвалил сцену с Буддой нюхающим кокаин, и горожанами Саус Парка, прячущими Мухаммеда. По мнению Мюррея «Они обыгрывают нелепую самоцензуру и бандитское запугивание окружающее Исламскую религию лучше чем кто-либо». Эми Дункан (Amy Duncan) из Metro поделилась «это определенно запоминающийся эпизод». Дункан оценила историю, как «развивающуюся с типичными (для Южного Парка) оскорбительными выводами и остротами ниже пояса». Райан Бродерик (Ryan Broderick) из The Hofstra Chronicle написал: «200 вышел таким простым, гладким и весёлым, который прощает последние пару неудачных серий в этом сезоне». Бродерик сказал что «200» избегает ошибок большинства знаковых эпизодов, привнося оригинальную историю вкупе с отсылками на предыдущие серии. Ник Заино (Nick Zaino) из TV Squad сказал что эпизод не предлагает много нового, но вместе с тем не стесняется в выражениях, демонстрирует много забавных отсылок, а также пародий на знаменитостей. Заино отметил что «200» показывает «замечательное чувство абсурда», за счёт использования Меха-Стрейзанд и ручной куклы Картмана.

### Со стороны мусульман
Эпизод стал предметом возмущения для мусульманских радикалов, потому что пророк Мухаммед был показан в костюме медведя (хотя на самом деле в костюме находился Санта-Клаус).
На сайте revolutionmuslim.com (который был закрыт) было выложено обращение с угрозой смерти. «Мы должны предупредить Мэтта (Стоуна) и Трея (Паркера), что они делают глупые вещи и они, вероятно, закончат как Тео Ван Гог. Это не угроза, а предупреждение, что может случиться с ними!». Сообщения сопровождаются фотографией с телом голландского режиссёра Ван Гога и ссылкой на место жительства Паркера и Стоуна. Руководство телеканала Comedy Central никак это не прокомментировало.
Мухаммеда уже открыто показывали в сериале в серии «Суперлучшие друзья», но тогда никакой реакции со стороны мусульман не было.

### Цензура
Данный эпизод и последующий были показаны на Comedy Central только один раз, их нельзя посмотреть на официальном сайте мультсериала. Также они не вошли в DVD издание 14-го сезона.
Эта и следующая серии не переводились на русский язык каналом MTV и официально после серии «У вас 0 друзей» сразу показывалась серия «Хромое лето», указанная как пятая, хотя она по счёту седьмая.